# Ernst Heinrich Zollikofer
Ernst Heinrich Zollikofer (* 28. September 1859 in Ellikon an der Thur; † 2. Februar 1930 in St. Gallen) war ein Schweizer Ornithologe und Präparator.

## Leben
Ernst Heinrich Zollikofer wurde am 28. September 1859 als unehelicher Sohn von Maria Magdalena Zollikofer in Ellikon an der Thur geboren. Über seinen leiblichen Vater ist wenig bekannt. Nach der Primarschule besuchte er die Kantonsschulen in Frauenfeld und St. Gallen und arbeitete nebenbei als Assistent von Direktor Friedrich Bernhard Wartmann im neu eröffneten Naturhistorischen Museum St. Gallen.
Von 1879 bis 1881 absolvierte er eine dreijährige Berufslehre als Konservator bei Friedrich Kerz am Königlichen Naturalienkabinett in Stuttgart. Nach seiner Rückkehr 1881 arbeitete er für kurze Zeit mit dem Präparator Monhardt in St. Gallen, machte sich aber schon bald selbständig und eröffnete sein eigenes Präparationsatelier.
1894 heiratete er Pauline Susanna Frieda Källi, die Witwe eines Tierarztes. Zollikofer litt unter den Folgewirkungen der damals in der Tierpräparation üblichen Imprägniermethode mit Arsenikseife. Er starb nach langer, schwerer berufsbedingter Krankheit im 71. Lebensjahr.

## Wirken

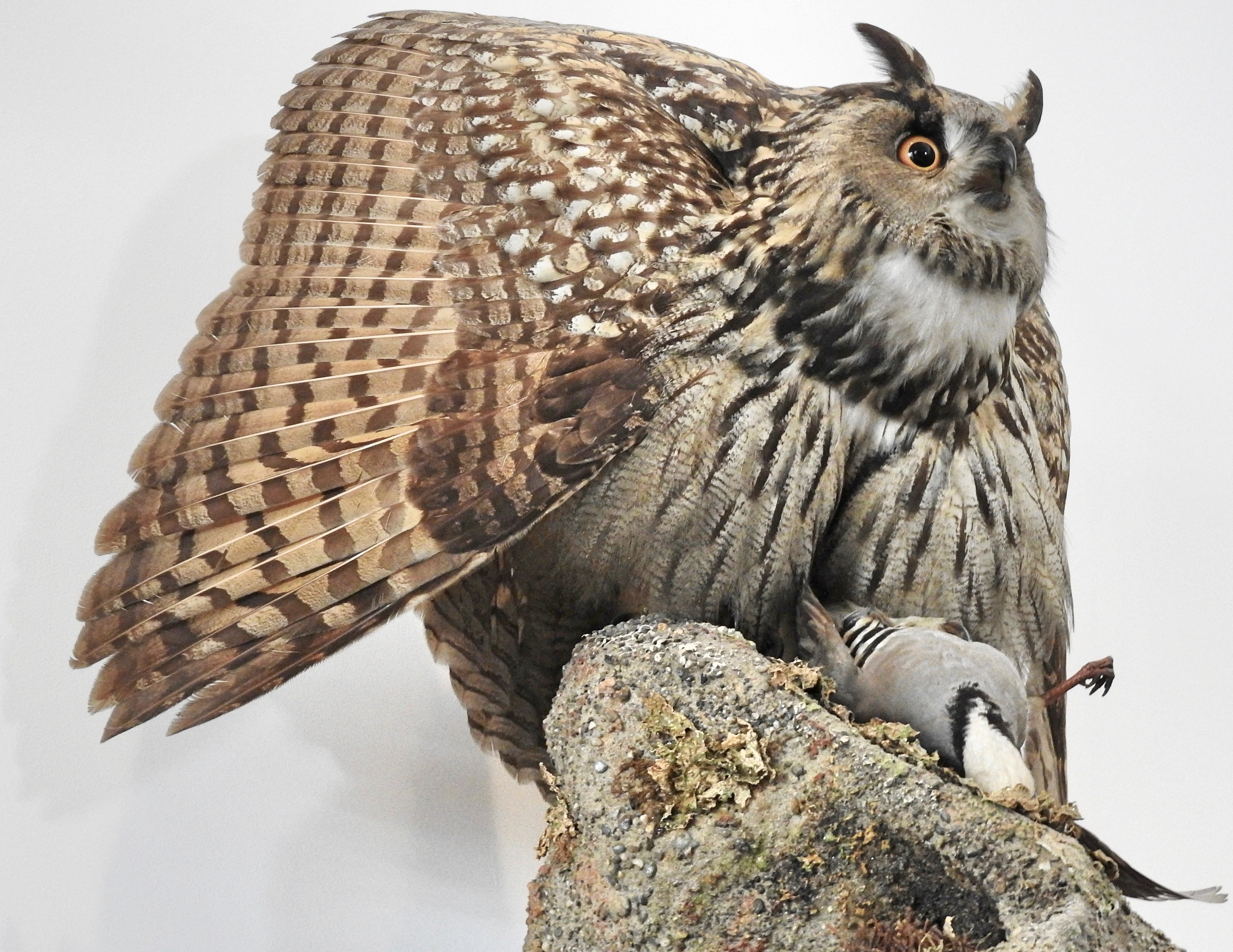
Ein von E.H. Zollikofer präparierter Uhu in Abwehrhaltung mit einem Steinhuhn. Zu sehen im Cafe des Naturmuseums St. Gallen, Schweiz.

Zollikofer hatte sich schon in seinen Kinder- und Jugendjahren intensiv mit der Vogelaufzucht und mit genauen Aufzeichnungen über seine Tierbeobachtungen beschäftigt. Unterstützt wurde er dabei von seiner Mutter. Schon bald begann er auch mit Tierpräparationen. Insbesondere bei seinen Lehrern Heinrich Wegelin (Kantonsschule Frauenfeld) und Friedrich Bernhard Wartmann (Kantonsschule St. Gallen) fand er dabei wertvolle Unterstützung. Bei dem Ornithologen Carl Stölker erwarb er Basiskenntnisse in der Tierpräparation. Durch seine Ausbildung bei Friedrich Kerz erwarb er die für seine Zeit zukunftsweisenden Fertigkeiten einer möglichst naturalistischen und publikumswirksamen Darstellung von Tierpräparaten in einem Museumsbetrieb, der sich im 19. Jahrhundert zunehmend von einem Sammelort hin zu einem Ausstellungsort mit Schausammlungen für breitere Bevölkerungsschichten entwickelte.
Zollikofer widmete seine Aufmerksamkeit als Präparator besonders kleinen Tieren. Zu seiner Spezialität gehörten die naturgetreuen und in ihrer scheinbaren Lebendigkeit unübertroffenen Arbeiten. Schon bald nach Beendigung seiner Berufslehre und dem Beginn seiner Selbständigkeit als Tierpräparator dehnte er seinen Kundenkreis über den Kanton St. Gallen, Appenzell, Thurgau und Graubünden aus. Zu seinen besten Kunden zählten das Naturhistorische Museum St. Gallen, das Naturmuseum Thurgau, das Bündner Naturmuseum in Chur, das Kloster Einsiedeln sowie zahlreiche Einzelpersonen und Schulen. Die von Zollikofer geschaffenen Tierpräparate genossen so schon bald Weltruhm und wurden in vielen Museen der Schweiz, aber auch in Deutschland (insbesondere das Museum König in Bonn), Wien, London, Paris und Washington gezeigt. Insbesondere mit dem Hotelier und Mitbegründer des Wildparks Peter und Paul, Robert Mader, verband Zollikofer eine enge Geschäftsbeziehung und Freundschaft. Zusammen bauten sie eine grosse Sammlung von Tierpräparaten auf, die von den Nachkommen Maders in der Mitte des 20. Jahrhunderts dem Naturmuseum St. Gallen vermacht wurden. Dieses Museum besitzt derzeit rund 530 Präparate, die allein von Zollikofer hergestellt wurden. Weitere Präparate in der Schweiz befinden sich derzeit im Naturkundemuseum Thurgau in Frauenfeld (160 Präparate), im Bündner Naturmuseum Chur (171 Präparate) und im Kloster Einsiedeln (56 Präparate).
Neben seiner Tätigkeit als Präparator widmete sich Zollikofer insbesondere in der zweiten Lebenshälfte dem Halten und Züchten einer Vielzahl von Vögeln, über deren Verhalten er von Jugend an ein ausführliches Tagebuch führte. Hier dokumentierte er u. a. seine erfolgreichen Zuchtversuche an Zwergohreulen, Sperlingskäuzen, Tannenhähern, Alpenkrähen, Alpendohlen, Schneesperlingen, Felsenschwalben u. a. Seine Forschungen machen ihn zu einem wichtigen Schweizer Ornithologen. Im Laufe der Jahre veröffentlichte Zollikofer zahlreiche Publikationen in Fachzeitschriften, u. a. in den Jahresberichten der St. Gallischen Naturwissenschaftlichen Gesellschaft. Maßgeblich beteiligt war er auch an der Einrichtung der 1892 von der Ornithologischen Gesellschaft errichteten achteckigen Vogelvoliere im Stadtpark von St. Gallen, in der auch Wildvögel gepflegt wurden. Ebenso gehörte er zu den Mitbegründern des 1892 gegründeten Wildparks Peter und Paul und widmete sich u. a. gemeinsam mit Hotelier Mader und dem Archäologen und Naturforscher Emil Bächler ab 1911 der Auswilderung der in dieser Region fast ausgestorbenen Steinböcke ins Weisstannental.
Anlässlich seines 150-jährigen Geburtstages widmete das Naturmuseum St. Gallen Zollikofer in den Jahren 2009/2010 eine Sonderausstellung unter dem Titel «Ernst Heinrich Zollikofer – Meister der Tierpräparation». In der Dauerausstellung im Naturmuseum St. Gallen sind mehrere Präparate von Zollikofer zu sehen, u. a. eine Gruppe mit Alpenkrähen oder ein Uhu mit einem Steinhuhn.
Das Leben und Wirken von E.H. Zollikofer ist gegenwärtig bis auf die erwähnte Ausstellung und der angeführten ornithologischen (kaum aber biographischen) Aufarbeitung durch den Schweizer Ornithologen Hans Noll kaum dokumentiert.

## Schriften
(Auswahl)
- Ornithologische Reisenotizen aus Norwegen. In: Mitteilungen der St. Gallischen Naturwissenschaftlichen Gesellschaft. 1893.
- Farben-Aberrationen an Säugetieren und Vögeln im St. Galler Museum. In: Mitteilungen der St. Gallischen Naturwissenschaftlichen Gesellschaft. 1893.
- Über einen interessanten Brutort des Gänsesegers Mergus merganser L. in der Schweiz. St. Gallen, 1905.
- Tagebücher von Ernst Heinrich Zollikofer (1872-1918), unveröffentlicht.